# Ctenochira sphaerocephala
Ctenochira sphaerocephala är en stekelart som först beskrevs av Johann Ludwig Christian Gravenhorst 1829.  Ctenochira sphaerocephala ingår i släktet Ctenochira och familjen brokparasitsteklar. Arten är reproducerande i Sverige. Inga underarter finns listade i Catalogue of Life.